# 司氏柳
司氏柳（学名：Salix skvortzovii）是杨柳科柳属的植物，为中国的特有植物。分布于中国大陆的黑龙江、吉林、辽宁等地，生长于海拔400米至600米的地区，常生于林缘较湿处或河边，目前尚未由人工引种栽培。